# Лінійні кораблі типу «Баєрн»
Лінійні кораблі класу Bayern — остання закладена серія з чотирьох великих лінійних кораблів, що були збудовані в час Першої світової війни для Імператорських ВМС Німецької імперії. Були подальшим розвитком лінійних кораблів класу König, але з 380-мм гарматами головного калібру замість 305-мм. Були названі на честь німецьких держав, що увійшли до складу Німецької імперії. До кінця війни було прийнято до складу ВМФ два перші кораблі серії, які не брали участі у бойових діях і стали останніми збудованими лінкорами в історії Кайзерліхе Маріне. Ще два кораблі серії були спущені на воду, але не введеними до складу флоту через брак робочої сили.

## Історія
Розвиток даної серії лінкорів розпочали ще 1910 на основі першого досвіду будівництва, експлуатації лінкорів типу «Нассау». Три з них планували збудувати для заміни старих панцирників SMS Wörth (клас «Бранденбург» (1891)), SMS Kaiser Friedrich III, SMS Kaiser Wilhelm II. (клас «Кайзер Фрідріх III») і четвертий для збільшення чисельності лінкорів.
Важливими питаннями були калібр гармат головного калібру і їхня кількість. З 1907 Імперське морське відомство (нім. Reichsmarineamt) розглядало можливість встановлення 3-дульних башт, які вперше застосували на італійському «Данте Аліг'єрі», австро-угорських SMS Tegetthoff. Це дозволяло дещо скоротити довжину корабля, відстань між носовою і кормовою баштами. Однак більші діаметри барбетів башт, особливо у центральній частині корабля, негативно впливали б на міцність корпусу. Через це було вирішено розробляти дводульні башти.
Актуальним було питанням було питання калібру гармат. 305-мм гармати вже не відповідали вимогам часу і адмірал Альфред фон Тірпіц у серпні 1911 запропонував почати розробляти 350-мм, 380-мм і 400-мм важку морську артилерію. Кайзер Вільгельм II 6 січня 1912 визначив калібр гармат у 380 мм, що мало б вивести Кайзерліхе Маріне у світові лідери, адже того року у Британії заклали лінкор HMS Queen Elizabeth з 8×381-мм гарматами.

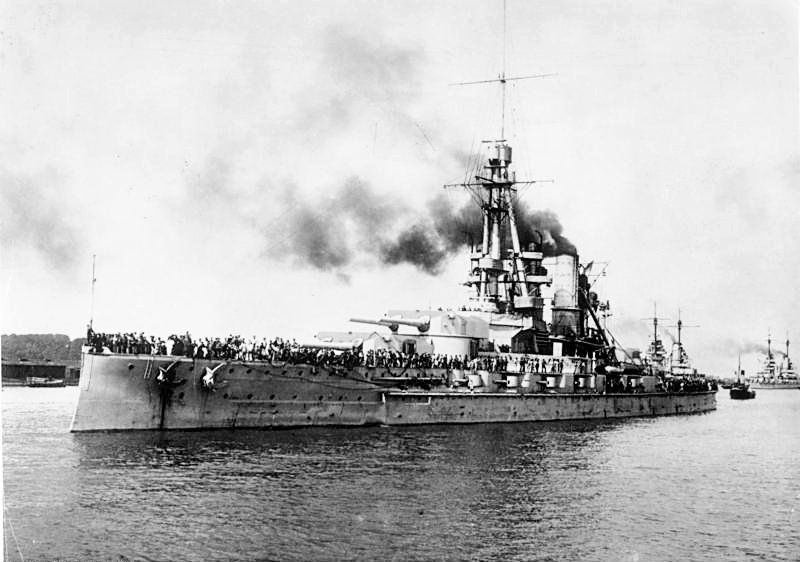
SMS Bayern. 1915

У квітні 1913 були підписані контракти на будівництво лінкору для заміни SMS Wörth (SMS Baden) і нового Т (SMS Bayern). Два наступні контракти підписали у листопаді 1913 і 12 серпня 1914. У них передбачалось встановлення гібридної силової установки — парова турбіна — дизель. SMS Bayern спустили на воду 18 лютого 1915, що дало назву дало класу лінкорів. Із затримками вдалось добудувати SMS Baden. Два останні кораблі спустили на воду, але через брак робочої сили, матеріалів, механізмів. Зрештою командування віддало перевагу будівництву підводних човнів, малих кораблів і роботи на лінкорах припинили.
Екіпажі лінкорів становили 1171 осіб (42 офіцери). На SMS Baden, який планувався як флагман Гохзеєфлотте були передбачені приміщення для 14 офіцерів і 86 обслуговуючих їх моряків.

## Силова установка
Попри плани кораблі отримали лише парові турбіни, а гібридна установка з дизелем мала бути встановлена на недобудованому SMS Sachsen. На завершених лінкорах встановили 14 водотрубні військово-морські котли Schulz — 11 вугільних і 3 мазутні. Кожен вугільний котел нагрівали дві топки, мазутний один пальник. Площа нагрівання котла виносила 7660 м², тиск пару 16 атм. На SMS Württemberg планували встановити 9 котлів, на SMS Sachsen шість.
На SMS Bayern встановили турбіни Brown-Curtis берлінської компанії Turbinia Co. Такі ж турбіни планували встановити на SMS Sachsen. SMS Baden отримав турбіни Parsons, а для SMS Württemberg турбіни виробництва AEG-Vulcan-Turbinen. Турбіни повинні були приводити в рух трилопатеві гвинти діаметром 3,87 м. Проектна потужність турбін перших двох лінкорів становила 35.000 к.с., SMS Württemberg 48.000 к.с., SMS Sachsen 54.000 к.с. Перші два лінкори розвивали 56.000 к.с., що не надто вплинуло на швидкість — 22,0 вузлів (Баварія), 21,0 вузлів (Баден). 3400 т вугілля і 620 т нафти дозволяли пройти 5.000 м. миль при 12 вузлах, при максимальній швидкості 2.400 м миль. SMS Württemberg мав бути 3.100 т. вугілля, 900 т нафти, SMS Sachsen 2700 т. вугілля, 1300 т нафта.
Для покращення маневреності лінкорів пропонували застосувати дизель, який майже відразу розвивав максимальну потужність на відміну від парових турбін, які вимагали декілька годин для нагріву пару, та завдяки низькій витраті палива забезпечував більшу дальність плавання. 6-циліндровий двотактний дизель потужністю 12.000 к.с. почали розробляти з 1910 у Нюрнбергу на заводі MAN і планували встановити на лінкорах типу «Кайзер». Через аварії прототип завершили лише у березні 1917, але так і не доведений до кінця війни.

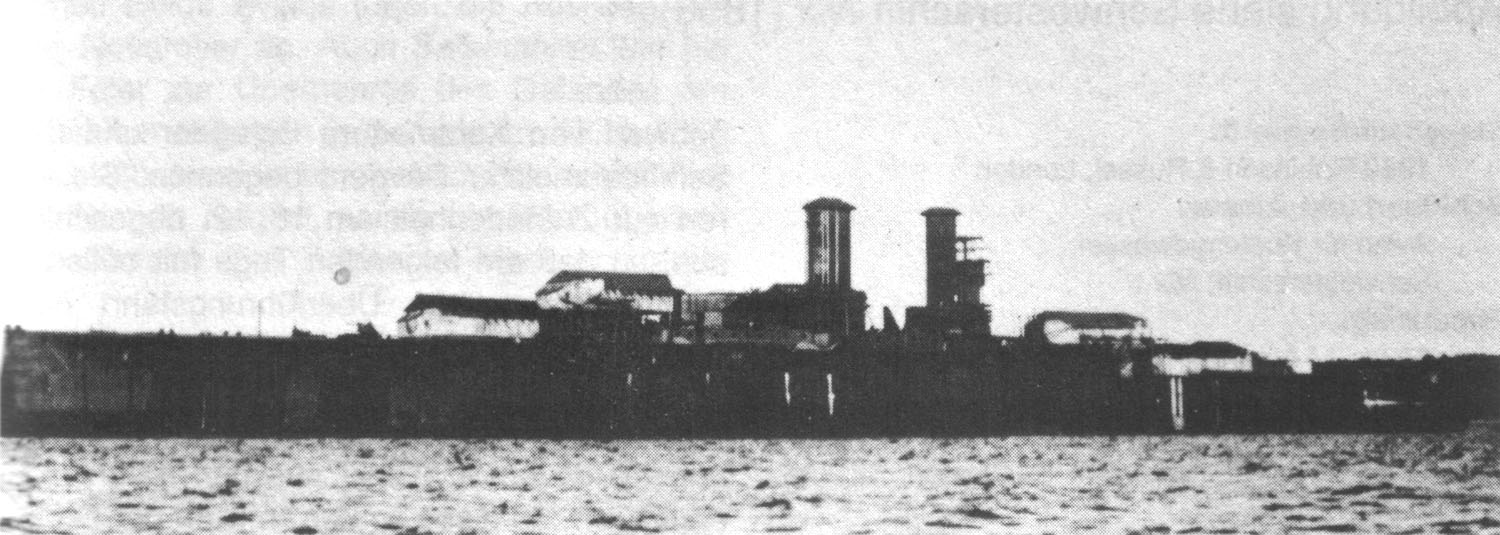
Недобудований SMS Sachsen. 1916

## Озброєння
На лінкорах встановили 8×380-мм гармат головного калібру з дулом завдовжки 17,1 м. Спочатку гармати при 16° могли стріляти на 20,4 км, після модифікації при 20° дальність стрільби сягала 23,2 км, де вони могли пробити 336-мм панцирні плити. Вага набою виносила 750 кг при 277 кг зарядних картузах, що забезпечували початкову швидкість 800 м/сек. Заряджання набою тривало 38 секунд. Вага башти виносила 865 т, при вазі одного дула близько 155 т. Електричний привід забезпечував швидкість повороту башт 3° на секунду.
Середня артилерія складалась з 16×150-мм гармат 15-см L / 45-SK, розміщених у казематах. Їхні дула завдовжки 7,1 м важили 5050 кг. При куті 30° набої вагою 46 кг могли вистрілювати на 19,6 км при початковій швидкості 890 км/год. Боєзапас становив 2560 набоїв при скорострільності до 7 пострілів на хвилину.
На лінкорах планували встановити 8×88-мм зенітні гармати 88mm L/45. Реально виготовили 2-4 гармати, встановлені до 1917 на SMS Bayern. При куті обстрілу 45° і початковій швидкості 890 км/год набій вагою 9,5 кг міг сягати 11,8 км.

### Захист

Схема панцирного захисту

Цитадель лінкорів, башти, барбети середніх башт В, С, бойова рубка були захищені 350-мм панцирними листами, а під ватерлінією йшли 170-мм плити. На траверсах товщина захисту становила 120–200 мм. На SMS Baden було встановлено потужну помпову систему з продуктивністю 5.400 т води на годину. Каземати захищали 170-мм плити, а поміж гарматами і позаду них розміщувався 20-мм протиуламковий панцирний пояс. За 4 м під панцирного поясу йшов 50-мм протиторпедний захист до подвійного дна. Горизонтальний захист складався з трьох легкозахищених палуб товщиною 30 мм, 20 мм, 30 мм. Всередині цитаделі панцирна палуба сягала 30 мм, по краях мала нахил у 21°. У кормовій частині її товщина становила 60-120 мм. Верх башт був товщиною 70 мм, горизонтальний захист бойової рубки 50-170 мм.
Ессенський завод компанії Friedrich Krupp AG виготовив панцирний захист лінкорів, вагою 11.610 т для одного.

## Служба

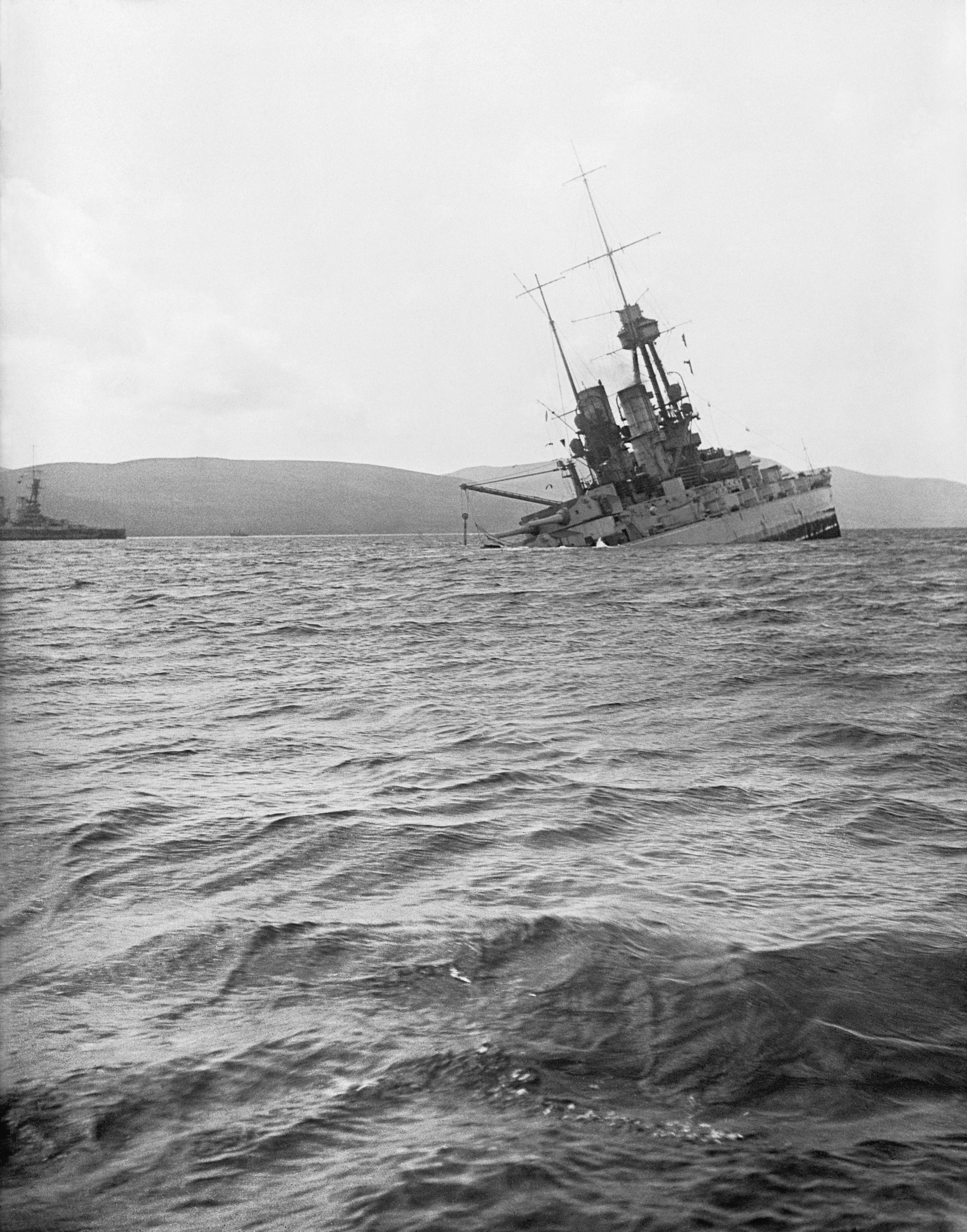
SMS Bayern біля Скапа-Флоу. 21 червня 1919